# Diego de Alba
Diego de Alba (n. Alba de Tormes, siglo XV) fue un político castellano que ocupó el corregimiento de Cuéllar (Segovia) en el último tercio del siglo XV. En 1498 fue procesado por la Inquisición española bajo falsas acusaciones de judaizante, del que salió absuelto.
Aunque se le atribuye una ascendencia judía, procedía de una familia de cristianos, entre los que estaba uno de sus tíos, que era clérigo. Siendo bachiller, llegó a Cuéllar hacia el año 1456 al servicio de Beltrán de la Cueva, I duque de Alburquerque y señor de Cuéllar, ocupando primero el oficio de alcalde, y al menos entre 1484 y 1498 fue corregidor, siendo ya licenciado. Además de los beneficios económicos que le reportaron sus oficios, tuvo negocios con algunos judíos de la villa, como Yucé Gago. Con una posición económica acomodada, llegó a fundar una capilla funeraria en el monasterio de la Armedilla en Cogeces del Monte, tierra de Cuéllar y patronato del duque de Alburquerque.
Sus oficios de alcalde y corregidor en Cuéllar hicieron que se crease enemigos en la villa, que quisieron vengarse acusándole de judaizante. El proceso se inició en 1488 cuando ya era un hombre de edad avanzada, y dentro de las afirmaciones estaban haber sido circundado, asistir a la sinagoga de Cuéllar a escuchar al rabino Abraham Simuel, a quien protegía, y participar de la celebración del Rosh Hashaná, despreciar la misa o compartir mesa con judíos, asegurando que desde su llegada a Cuéllar las familias judías aumentaron considerablemente, por el trato de favor que les proporcionaba. Su defensa, compuesta por un grupo de abogados entre los que se encontraba su propio hijo, Antonio de Alba, consiguió demostrar con hechos que las acusaciones procedían de personas con las que el corregidor había tenido problemas durante su mandato. El 11 de julio de 1498 el tribunal de la inquisición le absolvió de todas las acusaciones, y Alba continuó su mandato como corregidor.